# CA Batna
CA Batna is een Algerijnse voetbalclub uit Batna die in de op een na hoogste Algerijnse voetbalklasse uitkomt. De club werd in 1932 opgericht.
USM Annaba ·
RC Arbaâ ·
OM Arzew · 
JSM Béjaïa · 
MO Béjaïa ·
A Bou Saâda ·
MC El Eulma ·
USM El Harrach ·
AS Khroub ·
Olympique Médéa ·
ASM Oran ·
RC Relizane ·
MC Saïda ·
JSM Skikda ·
DRB Tadjenanet ·
WA Tlemcen